# Marco Apicella
Marco Apicella (Bologna, 7 ottobre 1965) è un pilota automobilistico italiano.
In Formula 1 partecipò al solo Gran Premio d'Italia 1993 al volante di una Jordan, ritirandosi dopo un incidente durante il primo giro ed è per questo ritenuto il pilota con la più breve carriera di sempre nella massima serie automobilistica, record che però appartiene in realtà a Ernst Loof, che partecipò al Gran Premio di Germania 1953, e si fermò a 2 metri dalla partenza, per la rottura della pompa della benzina.
Ha vinto il Campionato di Formula Nippon nel 1994 ed ha corso anche in Formula 3000 e nel Campionato Giapponese Super GT.

## Carriera

### Gli inizi
Apicella, dopo aver ottenuto vari successi nei kart, esordì in F3 italiana nel 1984, guidando una Ralt RT3 e cogliendo il settimo posto in classifica generale. A partire dall'anno seguente cominciò ad ottenere le prime vittorie e, nel 1986, duellò con Nicola Larini per la conquista del titolo di categoria, poi ottenuto dal pilota toscano. Passò quindi alla Formula 3000, in cui negli anni a venire ottenne svariati podi, ma senza mai essere in grado di lottare per il gradino più alto del podio. Nel 1990 fece anche alcuni test per la Minardi, seppur con risultati alquanto deludenti. Decise quindi di trasferirsi in Giappone nel 1992, dove prese parte sempre al campionato di Formula Nippon. Il primo anno fu privo di risultati di rilievo, mentre nel 1993 concluse al quarto posto.

### Formula 1
Nello stesso anno, anche a seguito del rifiuto di Emanuele Naspetti, Eddie Jordan decise di dare la possibilità ad Apicella di debuttare in Formula 1 guidando una delle sue vetture. Il contratto prevedeva una sola gara, ossia il Gran Premio d'Italia 1993. Durante alcuni test prima della gara il pilota italiano ottenne ottimi parziali, tanto da attirare l'attenzione del suo compagno di squadra, Rubens Barrichello. Nelle qualifiche, però, non ottenne risultati altrettanto brillanti e la sua gara durò fino alla prima curva, quando venne costretto al ritiro da un incidente con JJ Lehto. Eddie Jordan gli offrì comunque la possibilità di disputare anche la gara seguente, ma Apicella preferì tornare a correre nel campionato giapponese di Formula Nippon.

#### Risultati completi
| 1993 | Scuderia | Vettura    |  |  |  |  |  |  |  |  |  |  |  |  |     |  |  |  |  | Punti | Pos. |
| ---- | -------- | ---------- |  |  |  |  |  |  |  |  |  |  |  |  | --- |  |  |  |  | ----- | ---- |
| 1993 | Jordan   | Jordan 193 |  |  |  |  |  |  |  |  |  |  |  |  | Rit |  |  |  |  | 0     |      |

| Legenda | 1º posto     | 2º posto | 3º posto    | A punti         | Senza punti/Non class.  | Grassetto – Pole position Corsivo – Giro più veloce |
| Legenda | Squalificato | Ritirato | Non partito | Non qualificato | Solo prove/Terzo pilota | Grassetto – Pole position Corsivo – Giro più veloce |

### Gli anni in Giappone
Tornato alla Formula Nippon, riuscì, nel 1994, a vincere il titolo di categoria ottenendo tre vittorie e svariati podi. A fine stagione, vista l'assenza di proposte da parte dei team di Formula 1, continuò a correre in Giappone, ma decise di abbandonare la DOME, squadra con cui aveva appena conquistato il campionato, per accasarsi al team 5-Zigen. La stagione, però, si rivelò molto deludente e Apicella non andò mai a punti. Nello stesso anno prese parte alla 24 Ore di Le Mans senza ottenere risultati di rilievo. Per il 1996 il pilota italiano rimase in Formula Nippon e corse con la vettura dell'anno precedente, concludendo il campionato con tre punti, frutto di un quarto posto. A fine stagione svolse anche alcuni test con un prototipo della Mugen insieme a Shinji Nakano, in vista di una probabile entrata in Formula 1 che mai si concretizzò. Senza un volante per l'anno seguente si limitò a sostituire Mauro Martini in alcune gare in Giappone e prese parte ad una gara al campionato nazionale di Super GT.

### Tra Europa e Giappone
Nel 1999 decise quindi di tornare in Italia per prendere parte al campionato di Formula 3000, ma i risultati latitarono. Riuscì comunque a vincere due gare e concludere il campionato al terzo posto.
Contemporaneamente prese parte ad alcune gare con vetture sport prototipo, ottenendo il quarto posto in coppia con Andrea de Lorenzi a Brno. Nel 2000 avrebbe dovuto prendere parte anche alla 24 Ore di Daytona, ma venne rimpiazzato all'ultimo momento.
Decise quindi di tornare in Giappone, dove si dedicò a gare con vetture a ruote coperte.